# Posa della bandiera sul tetto

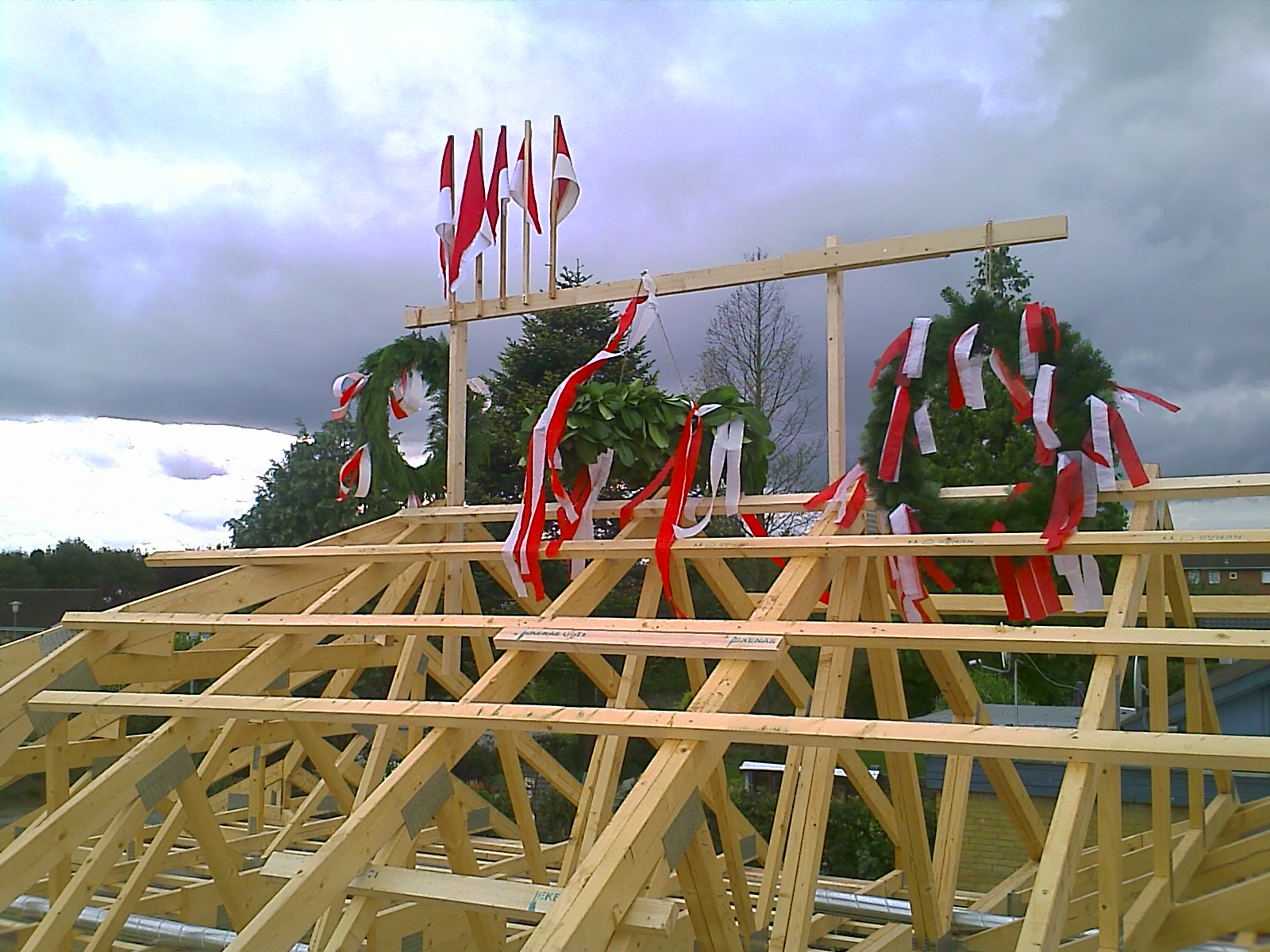
Posa della bandiera su una struttura in legno in Danimarca

In edilizia, la posa della bandiera sul tetto (o festa di fine lavori) è un'usanza in base alla quale, al completamento del rustico, si celebra l'evento ponendo un simbolo, in genere la bandiera nazionale, ma anche per esempio una ghirlanda, un alberello (un piccolo abete o pino silvestre) o una frasca (ramo d'ulivo) sull'appena completato tetto del fabbricato.
La circostanza è spesso celebrata in maniera informale tra i lavoratori della struttura, ma, in caso di edifici legati a progetti di grande richiamo mediatico, spesso la posa della bandiera è accompagnata da un evento organizzata a scopo pubblicitario o di pubbliche relazioni.
La cerimonia di posa della bandiera del tetto non coincide con l'ultimazone definitiva del fabbricato, ma solo con la copertura definitiva dei suoi elementi strutturali principali. 
Nell’Italia settentrionale è detta, a seconda della zona: bagnè i cop (Piemonte), letteralmente: bagnare i coppi, il tetto; fare la culmà, curmà (Lombardia), gazèga, ganzèga, zanzèga, vanzèga (Veneto), lincòuf o licôf (Friuli), bandîga, bendìga (in Emilia) con un pranzo o una cena offerta ai muratori per la fine dei lavori.

## Storia
La pratica di questa cerimonia può essere fatta risalire all'antico rito religioso scandinavo di posizionare un albero in cima a un nuovo edificio per placare gli spiriti che secondo credenze popolari abitavano gli alberi. Questa pratica (ovviamente diversificata rispetto a quella scandinava), emigrò inizialmente in Inghilterra e nel Nord Europa, quindi nelle Americhe. 
Questa pratica avviene ancora soprattutto in paesi come l'Italia, il Regno Unito (e relativo Commonwealth), Germania, Austria, Slovenia, Islanda, Cile, Repubblica Ceca, Slovacchia, Polonia, Ungheria, nei Paesi baltici e negli Stati Uniti, dove questo processo viene utilizzato principalmente al termine del completamento della struttura dei grattacieli, e quando questi ultimi raggiungono la loro altezza definitiva.

## Galleria d'immagini

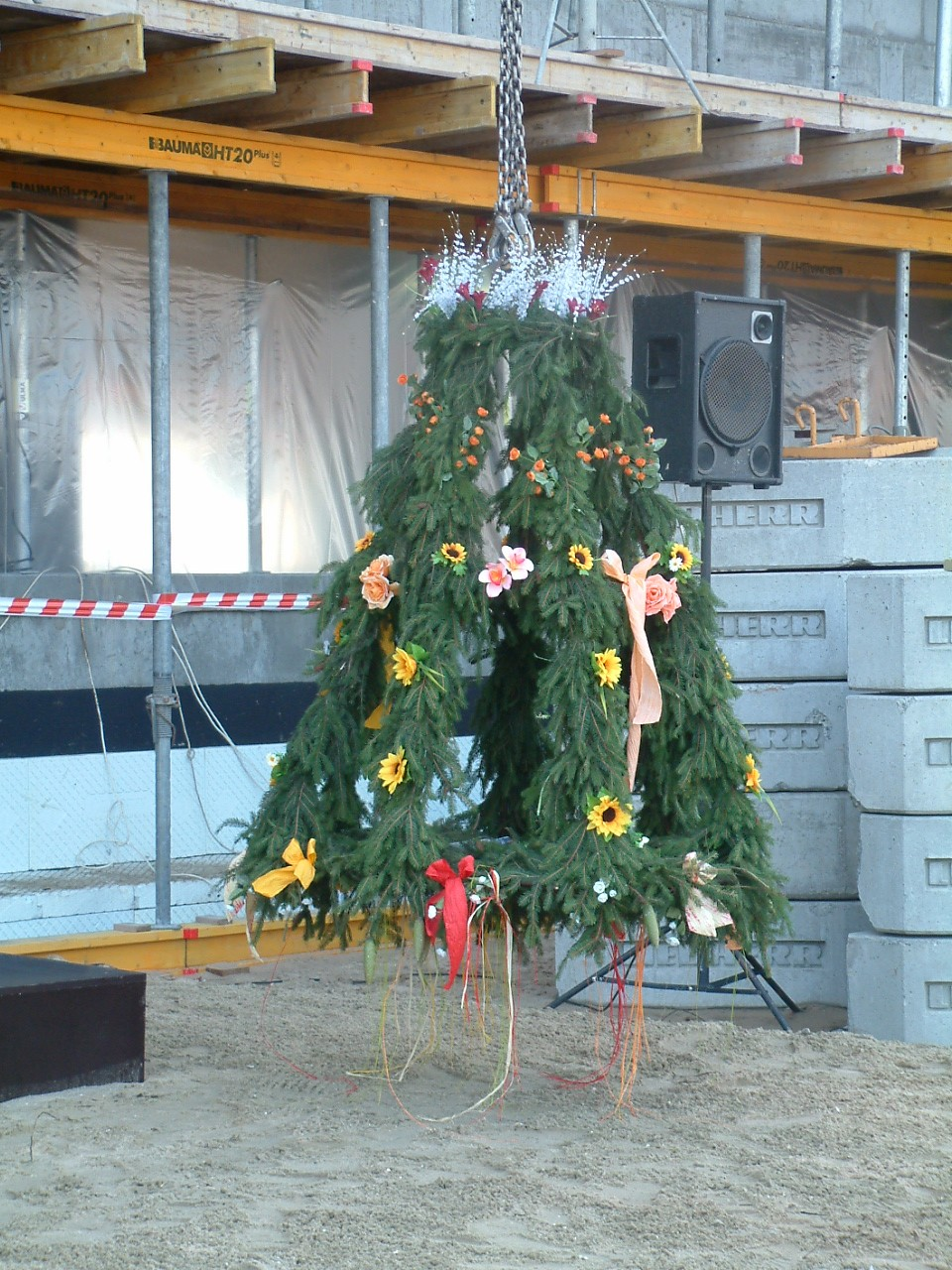
Alberello (wiecha) in Polonia
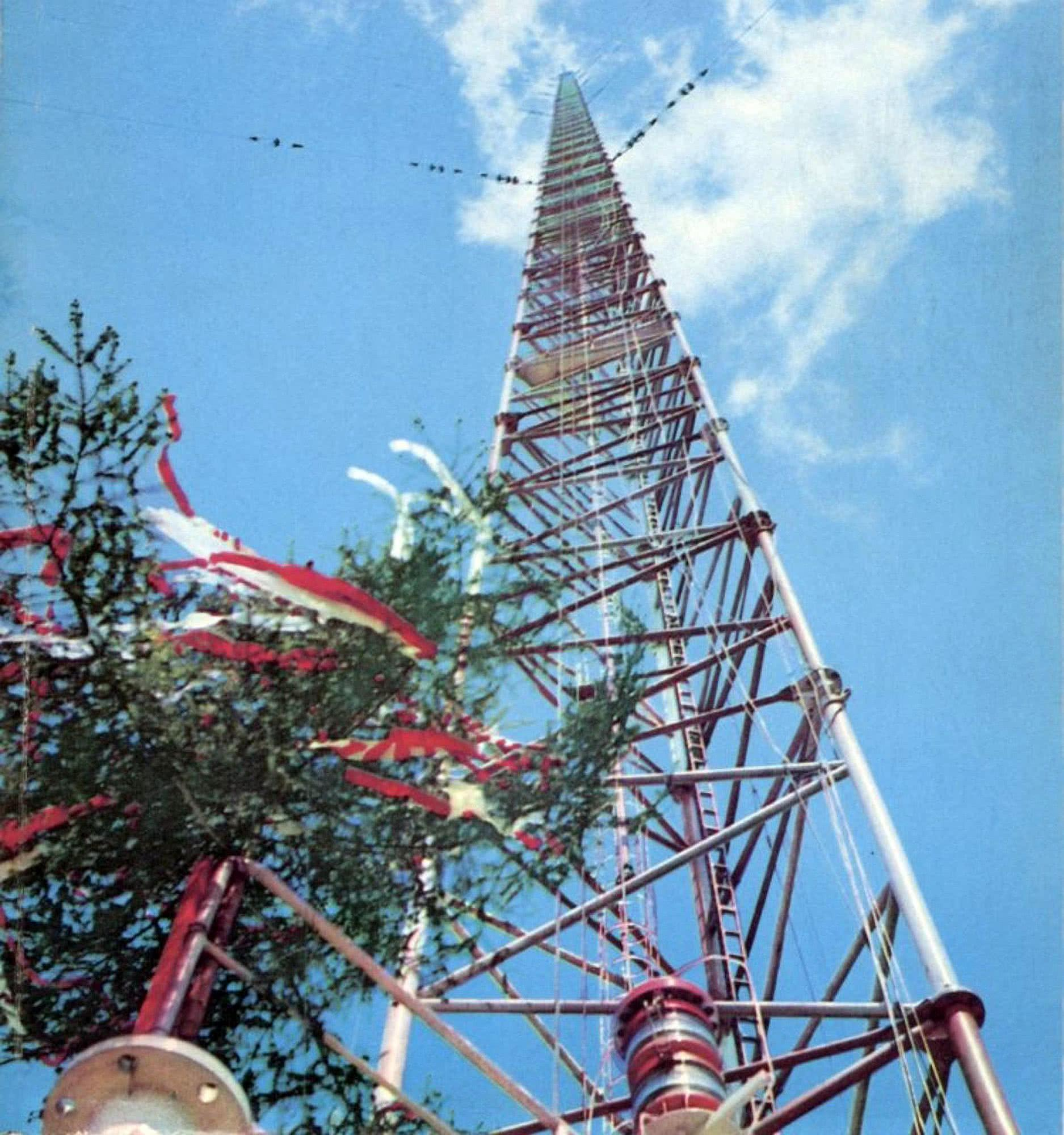
L'ultima sezione dell'antenna radio di Varsavia è decorata con un albero ed è pronta per essere  posta sulla sommità
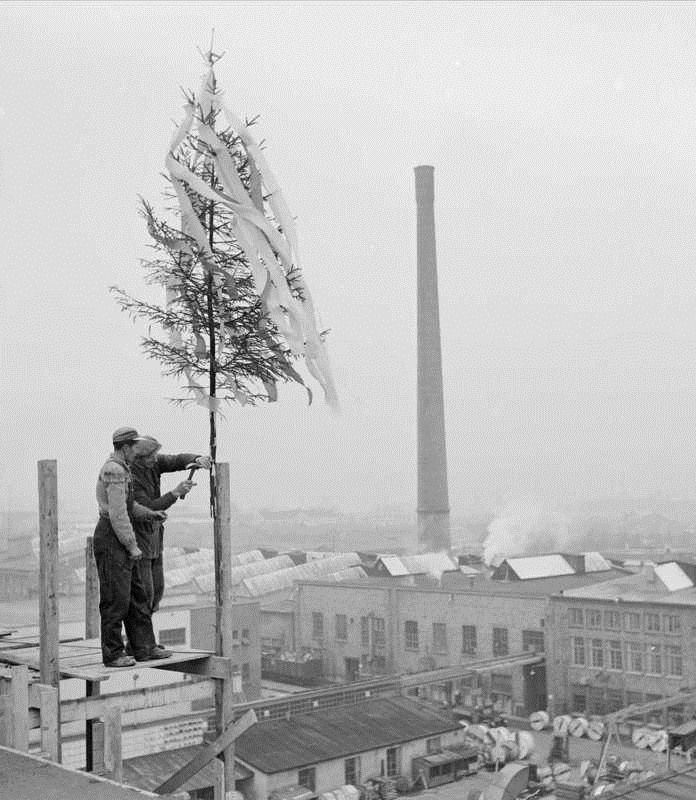
Alberello di fine lavori in Norvegia (1959)